# Lac Upper Sand Creek
Le lac Upper Sand Creek (en anglais : Upper Sand Creek Lake) est un lac de barrage américain dans le comté de Saguache, au Colorado. Il est situé à 3 580 mètres d'altitude au sein de la Sangre de Cristo Wilderness, dans les parc national et réserve des Great Sand Dunes.